# 다치바나 준이치
타치바나 준이치(일본어: 立花 淳一, 1959년 ~ )는 일본의 남성 가수이다.

## 음반

### 싱글
- 帰ってきたよ (1981년)
- あなたについて行く (1982년)
- ホテル→호텔 (1984년)
- 雪桜 (1986년)
- 日陰華 (1994년)
- 俺の花→나의 꽃 (1998년)